# Nazionale maschile di rugby a 7 della Germania
La nazionale di rugby a 7 della Germania è la selezione che rappresenta la Germania a livello internazionale nel rugby a 7. Partecipa regolarmente a tutti i tornei delle World Rugby Sevens Challenger Series ma finora non ha collezionato alcuna presenza in Coppa del Mondo di rugby a 7. Disputa il Sevens Grand Prix Series, organizzato da Rugby Europe, fin dall'edizione inaugurale aggiudicandoselo per la prima volta nel 2019. 
La nazionale tedesca ha preso parte ai Giochi mondiali di Duisburg 2005 terminando all'ottavo posto.

## Palmarès
- Sevens Grand Prix Series: 1

2019

## Partecipazioni ai principali tornei internazionali
- 2002:  3º posto
- 2003: 4º posto
- 2004: 15º posto
- 2005: 6º posto
- 2006: n.p.
- 2007: 10º posto
- 2008: 7º posto
- 2009: 9º posto
- 2010: n.p.
- 2011: 1º posto (seconda divisione)
- 2012: 11º posto
- 2013: 11º posto
- 2014: 10º posto
- 2015: 5º posto
- 2016: 4º posto
- 2017: 5º posto
- 2018:  2º posto
- 2019:  1º posto